# Georg Christoph Lichtenberg

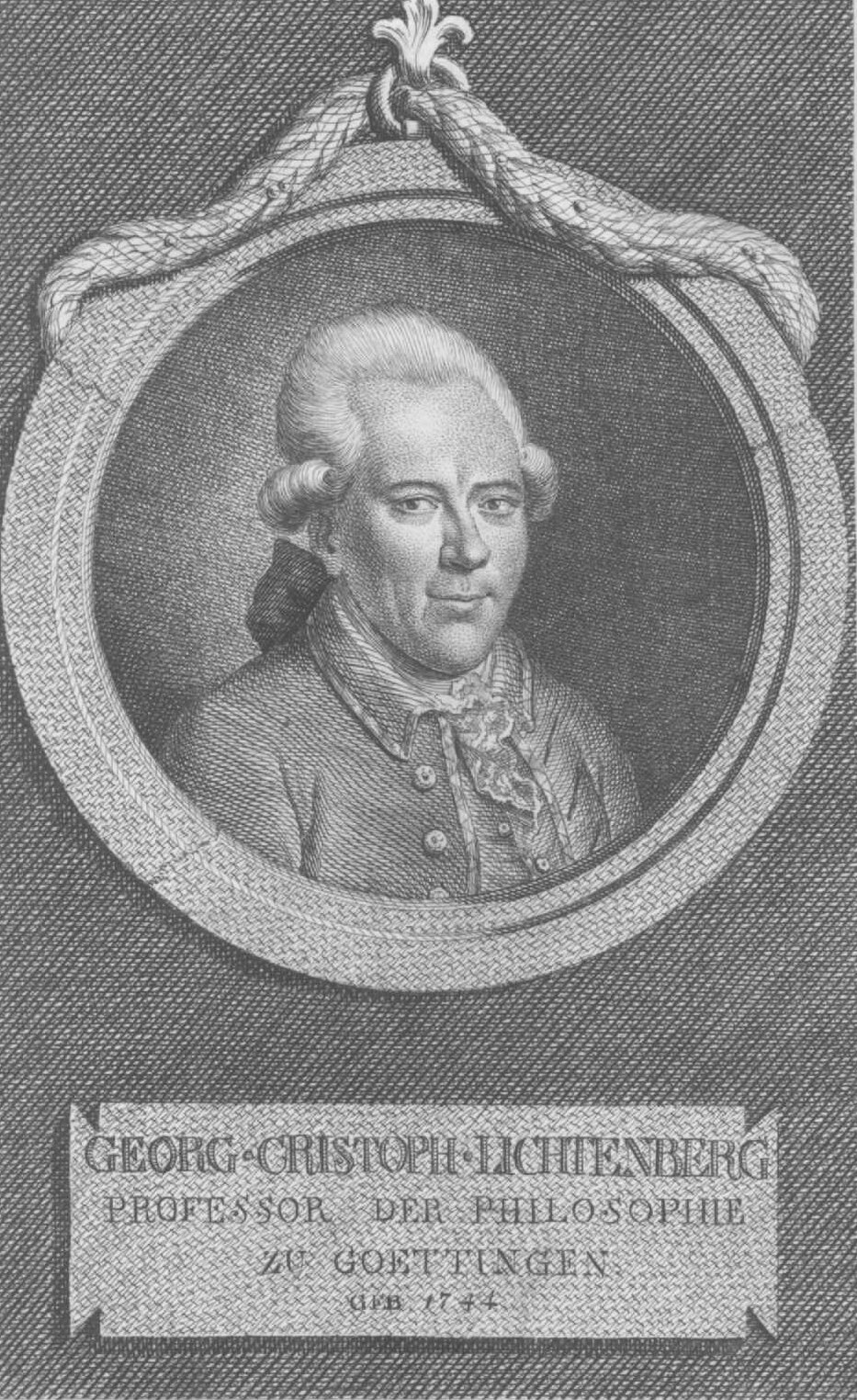
Georg Christoph Lichtenberg

Georg Christoph Lichtenberg (Ober-Ramstadt bij Darmstadt, 1 juli 1742 -  Göttingen, 24 februari 1799) was een Duitse schrijver, satirist en de eerste Duitse hoogleraar in de experimentele natuurkunde. Net als Voltaire toonde hij een grote bewondering voor Engeland.
Lichtenberg maakte de elektrische spanning zichtbaar door poeder te strooien op een plak barnsteen. Dit inspireerde vervolgens Ernst Chladni om met eenzelfde methode, met poeder, trillingen zichtbaar te maken. Hij is ook bekend van de naar hem genoemde ratio tussen lengte en breedte van een oppervlak die na (herhaalde) halveringen van het oppervlak ongewijzigd hetzelfde blijft: 1:√2, zoals bij papierformaten.
J.J. Voskuil schrijft in een voetnoot in het eerste deel van zijn gepubliceerde dagboek op 15 april 1954 over Lichtenberg: Hij leed aan een aangeboren kyfoscoliose waardoor hij niet alleen klein en sterk gebocheld was maar ook problemen had met de ademhaling.

## Aforismen
Lichtenberg was de eerste Duitse auteur van aforismen. De meeste bekendheid verwierf hij door zijn Sudelbücher. Verschillende (in hoofdzaak Duitse) filosofen en schrijvers hebben welwillend over Lichtenberg gesproken; onder andere Schopenhauer, Nietzsche, Freud, Wittgenstein en Tolstoj. Er is een krater op de maan naar hem vernoemd. Nico Rost heeft in de Tweede Wereldoorlog zonder toestemming van de Duitse censuur aforismen van Lichtenberg vertaald en gepubliceerd. Hij werd daarvoor in een Duits concentratiekamp opgesloten.

## Nederlandse vertaling
Een bloemlezing uit de Sudelbücher verscheen in 1987 onder de titel Donderslagen op muziek. De vertaling werd bezorgd door Adriaan Morriën en Klaas Mulder.